# Gerrhopilus thurstoni
Espèce
Synonymes
- Typhlops thurstoni Boettger, 1890
- Typhlops walli Procter, 1924

Statut de conservation UICN

 DD  : Données insuffisantes
Gerrhopilus thurstoni est une espèce de serpents de la famille des Gerrhopilidae.

## Répartition
Cette espèce est endémique du Sud de l'Inde.

## Description
L'holotype de Gerrhopilus thurstoni mesure 240 mm dont 7,5 mm pour la queue.

## Étymologie
Cette espèce est nommée en l'honneur de Edgar Thurston (1855–1935).

## Publication originale
- Boettger, 1890 : Neue Schlange aus Ostindien. Bericht über die Senckenbergische Naturforschende Gesellschaft in Frankfurt am Main, vol. 1890, p. 297-298 (texte intégral).